# エバーウッド 遥かなるコロラド
『エバーウッド 遥かなるコロラド』（原題：Everwood ）は、アメリカ合衆国のThe WB系列で放送されていたテレビドラマである。アメリカでは2002年9月16日から2006年6月5日まで、全4シーズンが放送された。
日本ではBS-i(現・BS-TBS)で2005年10月から第1シーズンが放送された。また、2007年3月7日から2009年12月18日にスーパー!ドラマTV(放送当初はSuper! drama TV)で全4シーズンが放送された。また、北米版DVDが全4シーズン発売されている。日本版の発売は未定である。

## あらすじ
医学会を代表する一流の脳外科医Dr.アンドリュー・ブラウンは、妻ジュリアの事故死をきっかけに、家族より仕事を優先させていた今までの生き方を変えようと、ロッキー山脈の中にあるコロラド州の美しい町・エバーウッドへ2人の子供と共に移住し、使われなくなった駅を改装して無料の診療所を始める。この人口9000人の小さな町は、亡き妻が生前にもう1度訪れたいと言っていた町でもあった。

## キャスト

### レギュラー出演者
Dr.アンドリュー・ブラウン
演 - トリート・ウィリアムズ、日本語吹替 - 加藤亮夫
本作の主人公。著名な脳外科医だったが、妻の事故死をきっかけにニューヨークからエバーウッドへ移り住み、無料の診療所を開いた。妻ジュリアの死後直後は亡くなったジュリアの幻想を見て話しかけていたこともあった。
エフラム・ブラウン
演 - グレゴリー・スミス、日本語吹替 - 青木誠
ブラウン家の長男。家庭を蔑ろにしていた父親に反発する。都会育ちでエバーウッドへの移住は猛反対。特技はピアノ。日本の漫画やアニメが好き。エイミーに片思いをしている。
エイミー・アボット
演 - エミリー・ヴァンキャンプ、日本語吹替 - 小島幸子
アボット家の長女。事故に遭い意識を失った恋人のコリンを献身に看病するが、自分を唯一理解するエフラムにも惹かれている。
エドナ・ハーパー
デブラ・ムーニー、日本語吹替 - 磯辺万沙子
Dr.アボットの母。Dr.アボットの父が亡くなってからアーヴと再婚した。以前は軍に所属していたが、現在はDr.ブラウンの診療所に看護婦として勤めている。
アーヴ・ハーパー
演 - ジョン・ビーズリー、日本語吹替 - 楠見尚己
エドナの夫。スクールバスや除雪車の運転手をしていて、市民からミスター・アーヴと慕われている。
デリア・ブラウン
演 - ヴィヴィアン・カードン、日本語吹替 - 笹森亜希
ブラウン家の長女でエフラムの妹。活発な少女でいつも帽子を被っている。
ブライト・アボット
演 - クリス・プラット、日本語吹替 - 三戸耕三
アボット家の長男でエイミーの兄。コリンとは幼馴染。コリンが昏睡状態の原因となる事故に遭ったとき一緒に車に乗っていた。
Dr.ハロルド・アボット
演 - トム・アマンデス、日本語吹替 - 田原アルノ
Dr.ブラウンが移住してくるまでは町唯一の医者だった。性格は偏屈。Dr.ブラウンとは毎朝駐車場争いをしている。

### その他の出演者
ニーナ・フィーニー
演 - ステファニー・ニズニック、日本語吹替 - 加納千秋
ブラウン家の隣人。かなり暴れん坊なサムという息子がおり、デリアと良く遊んでいる。夫のカールは単身赴任中で留守になりがち。
リンダ・アボット
演 - マーシャ・クロス、日本語吹替 - 山像かおり
Dr.アボットの妹。世界中の様々な地域で医療活動を行っていたが、第2シーズンで突然エバーウッドに帰ってくる。
メイヤー・ローズ・アボット
演 - メリリン・ガン、日本語吹替 - 森夏姫
Dr.アボットの妻でエバーウッドの市長。
ジュリア・ブラウン
演 - ブレンダ・ストロング、日本語吹替 - 佐藤しのぶ
Dr.ブラウンの妻。彼女の事故死がきっかけでブラウン家はエバーウッドへ移住する。
コリン・ハート
演 - マイク・アーウィン、日本語吹替 - 川島得愛
エイミーの恋人。事故により昏睡状態となっていたが、Dr.ブラウンの手術により回復。回復後も記憶障害があり、エイミーの記憶がなかった。
レイニー・ハート
演 - ノーラ・ゼートナー、日本語吹替 - 川名真知子
コリンの妹。寄宿学校にいたがエバーウッドに戻ってくる。
Dr.グレッチェン・トロット
演 - ジェーン・クラコウスキー、日本語吹替 - 多緒都
ときどき町にやってくるセラピスト。町の人はDr.トロットが来ることを楽しみにしている。
トミー・キャラハン
演 - ポール・ウェズレイ、日本語吹替 - 岸本周也
シーズン2のエイミーの恋人。

## エピソード

### シーズン1
1. 引き裂かれた心 "Pilot"
2. 秋のまぼろし "The Great Doctor Brown"
3. いのちの花火 "Friendly Fire"
4. キスの橋 "The Kissing Bridge"
5. 神様なんかいない "Deer God"
6. 最後の砦 "The Doctor Is In"
7. あやまちを正す人 "We Hold These Truths"
8. 愛を求める時 "Till Death Do Us Part"
9. 縄張り争い "Turf Wars"
10. 雪の夜に "Is There a Doctor in the House?"
11. 感謝祭のおはなし "A Thanksgiving Tale"
12. 毒と薬 "Vegetative State"
13. 聖なる時間 "The Price of Fame"
14. コリン2世 "Colin the Second"
15. 週末の暗闇 "Snow Job"
16. バレンタインフィーバー "My Funny Valentine"
17. ドクター刑事 "Everwood Confidential"
18. 大人の儀式 "The Unveiling"
19. エバーウッドの奇跡 "The Miracle of Everwood"
20. 月光夜曲 "Moonlight Sonata"
21. 命 （原題なし）
22. 悪魔の予感 "Fear Itself"
23. 最高の思い出 "Home"

### シーズン2
1. 夏の終わりに "The Last of Summer"
2. 壁 "Extra Ordinary"
3. 兄妹（あにいもうと） "My Brother's Keeper"
4. 変化の訪れ "East Meets West"
5. 私のヒーロー "Daddy's Little Girl"
6. 信じる心 "Blind Faith"
7. 希望の灯 "Three Miners From Everwood"
8. 重い真実 "The Burden of Truth"
9. 告白 "Just Like in the Movies"
10. 火を渡れ "Unhappy Holidays"
11. 切れかかった絆 "Family Dynamics"
12. 心のコントロール "Controlling Interest"
13. 忘れないで "Forget Me Not"
14. 初めての経験 "No Sure Thing"
15. セカンド・チャンス "The L Word"
16. まぼろし "Unspoken Truths"
17. 決意 "Unfinished Business"
18. ガラスの心 "Last Looks"
19. 明かされた秘密 "Sick"
20. タイミング "Do or Die"
21. 未来が君を待っている "Your Future Awaits"
22. 夢の結末 "The Day Is Done"

### シーズン3
1. 手紙 "For Every Action"
2. 罪なき嘘 "...There is a Reaction"
3. 縄張り本能 "Staking Claim"
4. 時期 "The Birds & the Batteries"
5. エバーウッドの守護聖人 "Sacrifice"
6. 未来の選択 "Shoot the Moon"
7. 愛という宇宙 "Best Laid Plans"
8. 希望と失望 "The Tipping Point"
9. ひとつになりたい "The Reflex"
10. 後ろめたい思い "Need to Know"
11. 過ちのあと "Complex Guilt"
12. 女の子はつらいよ "Giving Up the Girl"
13. 完ぺきな1日 "The Perfect Day"
14. 回想 "Since You've Been Gone"
15. サプライズ! "Surprise"
16. 再会 "A Moment in Manhattan"
17. マディソンの告白 "Fate Accomplis"
18. わが子を探して･･･ "Fallout"
19. 予想外 "Acceptance"
20. ためらう者 "He Who Hesitates"
21. きみの行く道 "Oh The Places You'll Go"
22. 心の居場所 "Where the Heart Is"

### シーズン4
1. 変化 "A Kiss to Build a Dream On"
2. 次の一歩 "The Next Step"
3. 作り笑顔 "Put On A Happy Face"
4. 自分の一部 "Pieces of Me"
5. 一線 "Connect Four"
6. 男同士 "Free Fall"
7. 許し "Pro Choice"
8. ここでさよなら "So Long, Farewell..."
9. 自分を見つめて "Getting to Know You"
10. 解けない怒り "Ghosts"
11. 特別な人 "Lost and Found"
12. アンディに相談しよう "You're a Good Man, Andy Brown"
13. 守ってあげたい "An Ounce of Prevention"
14. 踏み越えたライン "Across the Lines"
15. エフラムの決心 "The Land of Confusion"
16. 嘘の代償 "Truth..."
17. 寂しい人々 "All the Lonely People"
18. 取り戻せない時間 "Enjoy the Ride"
19. 父、来たる "Reckoning"
20. さよなら 愛する人 "Goodbye, Love"
21. フォーエバーウッド (前編) "Foreverwood (1)"
22. フォーエバーウッド (後編) "Foreverwood (2)"

## 番組終了について
本作は元々、2006年秋に始動することが決まったThe CW系列の継続番組候補に入っていた。しかし、同5月初旬にThe WB系列で放送された『7th Heaven』の最終回が高視聴率を獲得すると、The CWは同番組を受け継ぐことを発表。しかし、放送枠には限りがあるため、本作か『One Tree Hill』を打ち切るか、あるいは新番組の『Runaway』の放送を見送るか、という決断を迫られた。
最終的に、新生ネットワークとしては旧ネットワークからの継続番組ばかりではなく、独自のドラマも放送したいということと、本作よりも『One Tree Hill』の方が将来性がありそうだ、という判断により、本作の打ち切りが決定。ただし、本作のシーズン・フィナーレ/最終回の収録時には継続か打ち切りかが未決定だったため、どちらにも対応できるよう、2つの異なるヴァージョンが作られた。
「Save Everwood」サイトなどで、ファンによる継続嘆願運動も行われたが、その効果もなく、結局、最終回ヴァージョンが放送され、番組終了となった。
ちなみに、新番組の『Runaway』は3話限りで打ち切られ、旧The WBネットワークでは10シーズンにわたって放送されていた『7th Heaven』もThe CW移行後は1シーズンしか放送されなかった。一方、『One Tree Hill』はその後、人気が上がり、全9シーズンにわたって放送された。
『Runaway』の早期打ち切りなどにより、ファンの間には本作の再開への期待も高まったが、製作総指揮・脚本のグレッグ・バーランティはすでに、『ブラザーズ&シスターズ』など数本の新番組のプロデューサーとして、ABC系列に引き抜かれてしまっていた。バーランティは、その後も、ABC系列向けに『ダーティ・セクシー・マネー』、『弁護士イーライのふしぎな日常』など、新番組を次々と企画・製作している。
また、『ブラザーズ&シスターズ』の第1シーズン途中から、本作でエイミーを演じたエミリー・ヴァンキャンプがレギュラーとして参加し、本作のDr.ブラウンことトリート・ウィリアムズも数回ゲスト出演した。一方、本作のDr.アボットことトム・アマンデスも『弁護士イーライのふしぎな日常』に準レギュラーとして参加した。

## その他
- 主人公の息子・エフラムが漫画好きなこともあり、週刊少年ジャンプ、新世紀エヴァンゲリオン、攻殻機動隊等の日本の漫画・アニメが頻繁に登場する。
- 日本語吹き替えには翻訳家の趣味なのか、親父ギャグが多々盛り込まれている。